# Applewood
Applewood és una concentració de població designada pel cens dels Estats Units a l'estat de Colorado. Segons el cens del 2000 tenia 7.123 habitants.

## Demografia
Segons el cens del 2000, Applewood tenia 7.123 habitants, 2.954 habitatges, i 2.055 famílies. La densitat de població era de 569,4 habitants per km².
Dels 2.954 habitatges en un 26,7% hi vivien nens de menys de 18 anys, en un 58,9% hi vivien parelles casades, en un 7,3% dones solteres, i en un 30,4% no eren unitats familiars. En el 25,2% dels habitatges hi vivien persones soles l'11,4% de les quals corresponia a persones de 65 anys o més que vivien soles. El nombre mitjà de persones vivint en cada habitatge era de 2,4 i el nombre mitjà de persones que vivien en cada família era de 2,87.
Per edats la població es repartia de la següent manera: un 22,2% tenia menys de 18 anys, un 5,6% entre 18 i 24, un 24% entre 25 i 44, un 29,5% de 45 a 60 i un 18,6% 65 anys o més.
L'edat mediana era de 44 anys. Per cada 100 dones de 18 o més anys hi havia 94 homes.
La renda mediana per habitatge era de 66.210 $ i la renda mediana per família de 76.907 $. Els homes tenien una renda mediana de 54.028 $ mentre que les dones 36.315 $. La renda per capita de la població era de 34.640 $. Entorn del 2,8% de les famílies i el 4,2% de la població estaven per davall del llindar de pobresa.

## Poblacions més properes
El següent diagrama mostra les poblacions més properes.